# Annette Bühler-Dietrich
Annette Bühler-Dietrich (* 1968) ist eine deutsche Literaturwissenschaftlerin.

## Leben
Nach dem Studium (1987–1990) der Germanistik und Anglistik an der Universität Tübingen war sie von 2001 bis 2003 Lehrbeauftragte am Institut für Literaturwissenschaft der Universität Stuttgart, Bereiche Neuere deutsche Literatur, Neuere englische Literatur, Amerikanistik. Nach dem Master of Arts 1992 an der University of Virginia war sie von 2005 bis 2007 Lehrbeauftragte für Neuere deutsche Literatur an der Universität Stuttgart. Nach der Promotion 2000 (Theaterentwürfe deutschsprachiger Autorinnen im 20. Jahrhundert) bei Renate Voris am German Department der University of Virginia war sie von 2014 bis 2018 DAAD-Lektorin am Département d’études germaniques, Université Joseph Ki-Zerbo (vormals Université de Ouagadougou). Nach der Habilitation 2008 (Venia für Neuere deutsche Literatur und Theaterwissenschaft) an der Philosophisch-Historischen Fakultät der Universität Stuttgart wurde sie dort 2017 zur außerplanmäßigen Professorin ernannt.
Ihre Arbeitsschwerpunkte sind deutschsprachiges Drama und Theater vom 19. Jahrhundert bis zur Gegenwart, Drama und Theater in Afrika, Gender Studies, Postcolonial Studies, Medizingeschichte, Prosa des 20. und 21. Jahrhunderts und deutschamerikanische Literatur des 19. Jahrhunderts.

## Schriften (Auswahl)
- Auf dem Weg zum Theater. Else Lasker-Schüler, Marieluise Fleißer, Nelly Sachs, Gerlind Reinshagen, Elfriede Jelinek. Würzburg 2003, ISBN 3-8260-2482-6.
- Drama, Theater und Psychiatrie im 19. Jahrhundert. Tübingen 2012, ISBN 3-8233-6688-2.
- mit Noufou Badou: Le CITO, un maillon fort du théâtre au Burkina Faso. 20 ans de créativité et de résistance. Recherche. Ouagadougou 2017, ISBN 9791093980034.